# Voltron Nevera
Voltron Nevera (kurz Voltron, Eigenschreibweise Voltron Nevera powered by Rimac) im Europa-Park (Rust, Baden-Württemberg, Deutschland) ist eine Stahlachterbahn vom Modell Stryker Coaster des Herstellers Mack Rides, die am 26. April 2024 für den Preis von 40 Millionen Euro eröffnet wurde. Die Bahn ist die Hauptattraktion im ebenfalls 2024 neu eröffneten kroatischen Themenbereich und ein Multi Launch Coaster mit sieben Inversionen. Es ist die erste Achterbahn weltweit, die mit einem „Looping-Launch“ startet. Über den Namen dieses ersten Elements wurde auf Initiative des Parkleiters Lukas Metzger von Nutzern auf der Internetseite loopinglaunch.de abgestimmt. Aus dieser Zeit stammt die Bezeichnung „Beyond-Vertical-Launch“, der aber vom Publikum in der Abstimmung abgelehnt wurde.

## Geschichte
2017 wurde bekannt, dass es schon seit längerem Planungen gab, im Park eine neue große Achterbahn zu bauen. Diese nahmen konkrete Formen an, als Ende 2021 bis Anfang 2022 verschiedene Einrichtungen zwischen den Themenbereichen Griechenland und Russland abgebaut wurden, etwa das Ballonkarussell Flug des Ikarus (2023 im neuen Themenbereich Liechtenstein wieder aufgebaut), der Traumzeit Dome, das Outdoor-Studio von Immer wieder sonntags (ab 2022 auf dem Rulantica-Gelände), sowie die 45 m durchmessende und 50 t schwere Satellitenschüssel. In dem so geschaffenen Platz entstand der neue Themenbereich Kroatien, der die neue Achterbahn als Hauptattraktion enthält. Die Eröffnung, die zunächst für das zweite Halbjahr 2023 geplant war, wurde zunächst aufgrund von Lieferengpässen bei elektronischen Bauteilen auf den Saisonstart 2024 verschoben
. Letztlich wurde sie am 26. April 2024 eröffnet.
Am 16. Mai 2023 fand der feierliche Schienenschluss statt, d. h. das Einsetzen des letzten der 142 Schienenstücke (vergleichbar dem Richtfest bei Gebäuden).
Während der Planungs- und Bauphase wurde für die Achterbahn der Arbeitstitel Projekt Ohm verwendet; der eigentliche Name sollte erst im September 2023 auf einer Pressekonferenz bekanntgegeben werden. Jedoch wurde vorzeitig durch Recherchen von Journalisten und Fans bekannt, dass der Europa-Park für die Bahn den Namen Voltron Coaster markenrechtlich hatte schützen lassen. Am 10. August 2023 wurde der Name offiziell im Rahmen einer Presseveranstaltung auf der kroatischen Insel Hvar bekanntgegeben: Voltron Nevera powered by Rimac, benannt nach dem Rekordfahrzeug Nevera des kroatischen Herstellers Rimac, der als Sponsor auftritt. Nevera ist auch die kroatische Bezeichnung für einen thermischen Gewittersturm, was zur Thematisierung der Achterbahn passt (Energie und elektrische Entladungen).
Die gesamte Bauphase wurde durch die Serie Ohm – Die Baudokumentation begleitet, deren Folgen auf der firmeneigenen Streaming-Plattform VeeJoy sowie auf YouTube veröffentlicht wurden. Im Verlauf der Dokumentation, die von Patrick Marx (Head of New Development & Masterplanning von MackNeXT) und Lukas Metzger (Parkleiter Europa-Park) geleitet wurde, wurden immer mehr Informationen und Details über die neue Achterbahn bekannt gegeben.
Am 22. und 23. April 2024 konnten alle Mitarbeiter des Europa-Parks mit Voltron Nevera fahren; hiermit fand zum ersten Mal ein Test unter realistischen Betriebsbedingungen statt.
Am 24. April fand am Morgen die Presseveranstaltung zur Eröffnung statt, bei der Medienvertreter und einige ausgewählte Personen mit der Achterbahn fahren konnten. Abends folgte ein exklusives Pre-Opening-Event, bei dem 800 Fanclub-Mitglieder die neue Bahn testen durften. Für den 25. April war ein Warm-up für Besitzer einer Jahreskarte geplant. Dieses musste aufgrund eines auf der Strecke stehengebliebenen Zuges aber kurzfristig abgesagt werden. Als Alternative wurden die beiden neugebauten Bahnen Alpenexpress „Enzian“ sowie Tiroler Wildwasserbahn kurzfristig geöffnet. Am 26. April 2024 öffnete die Achterbahn für alle Parkbesucher.
Für Voltron Nevera und den kroatischen Themenbereich wurden 100 neue Arbeitsplätze geschaffen.

## Thematisierung
Da sich Voltron Nevera im Themenbereich Kroatien befindet, ist die Gestaltung des Gebäudes und des umliegenden Geländes im kroatischen Stil gehalten. Das Stationsgebäude soll ein ehemaliges Wasserkraftwerk darstellen; entsprechend befinden sich im umgebenden Freigelände Wasserflächen mit Fontänen und anderen Wassereffekten. Auf dem Dach des Stationsgebäudes befindet sich eine Nachbildung des Wardenclyffe Towers; eine weitere Nachbildung befindet sich am Wendepunkt der Bahn am entgegengesetzten Ende.
Die Geschichte, auf der die Thematisierung basiert, ist in den Themenbogen Adventure Club of Europe des Europa-Parks eingebettet. Demzufolge hat der Erfinder Nikola Tesla, der im heutigen Kroatien geboren ist, das Wasserkraftwerk für seine Zwecke umgebaut und führt dort Experimente mit Elektrizität und „kosmischer Energie“ durch. Die Besucher werden Teil eines solchen Experiments, bei dem sie an einen anderen Ort teleportiert werden sollen, indem ein Energiestrahl zwischen zwei Teslaspulen übertragen wird. Diese Geschichte wird auch von einem 15-minütigen Kurzfilm mit dem Titel Voltron 4D aufgegriffen, der im 4D-Kino des Parks gezeigt wird, sowie von der neuen Eislauf-Show Surpr’Ice presents Energ’Ice, die seit dem Saisonstart 2024 aufgeführt wird.
Der Soundtrack der Bahn wurde, wie bereits beim Eurosat-CanCan Coaster, von Eric Babak komponiert. Als Besonderheit wird im Wartebereich eine etwas abgewandelte Version des Soundtracks der Bahn von Teslaspulen gespielt.

## Fahrt
Eines der Ziele beim Design von Voltron Nevera war es, in die 1385 m lange Strecke möglichst viel Airtime und viele unterschiedliche Elemente einzubauen, darunter auch neuartige Elemente, die vorher noch bei keiner anderen Bahn zu finden sind. Laut Hersteller sind es insgesamt 30 einzelne Elemente. Es gibt sieben Inversionen (Überkopf-Elemente) und vier Blockabschnitte im Außenbereich, d. h. es können bis zu vier Wagen gleichzeitig fahren (plus drei im Inneren der Station), um den Durchsatz von 1600 Personen pro Stunde zu erreichen; dabei startet im Schnitt alle 36 Sekunden ein Zug. Die Fahrt dauert insgesamt drei Minuten.
Die Elemente werden in der folgenden Reihenfolge durchfahren:
- Darkride-Teil im Stationsgebäude mit simulierter Teleportation und einer Effektschiene
- „Looping-Launch“: Beschleunigung aus der Station heraus im aufsteigenden Teil eines Inside Top-Hats
- Keyhole-Element (Durchfahren der Nachbildung des Wardenclyffe Towers auf dem Dach der Station)
- Rolle links
- Airtime-Hügel (−1g)
- Immelmann (rechtsseitig)
- Non-Inverting Immelmann (linksseitig)
- horizontaler (nach unten durchgebogener) LSM-Boost (Erreichen der Höchstgeschwindigkeit von 100 km/h)
- Hängeelement über Kopf in 31 m Höhe mit 2,2 s Beinahe-Schwerelosigkeit (Zero-g-Stall)
- Airtime-Hügel (−1,2g bis −1,4g)
- S-Kurve
- Dive-Loop nach links
- Blockbremse
- Drehscheibe mit Wende um 180° und Versatz auf ein Parallelgleis
- Rückwärts-Launch aus der Drehscheibe heraus in einen Spike
- Richtungsumkehr aus dem Spike heraus und Vorwärts-Launch über die Drehscheibe
- Top-Hat
- Airtime-Hügel
- Ejection Drifter: 90° nach links geneigter Banked-Stall mit seitlicher Airtime
- Double-Up (Lastwechsel: +4g, −1g, +3g, −0,8g)
- Blockbremse
- Rolle nach links
- Helix nach rechts
- Cutback nach links
- Korkenzieher nach rechts
- Airtime-Hügel
- Schlussbremse und Einfahrt in die Station

## Besonderheiten
Voltron Nevera ist die erste Achterbahn weltweit mit einem „Looping Launch“, bei dem die Beschleunigung mit Hilfe von Linearmotoren im aufsteigenden Teil (bis 105° Neigung) eines Looping-ähnlichen Elements erfolgt. Der Hersteller selbst bezeichnet das Element als „Inverted Top-Hat“, allerdings entspricht der Schienenverlauf eher der gängigen Definition eines Loopings als eines Inverted Top-Hat. Um die erforderliche Leistung von 2500 PS aufzubringen, kommen vier parallele Reihen von Statoren zum Einsatz (zum Vergleich: beim horizontalen Launch des Blue Fire Megacoasters sind es zwei Reihen). Insgesamt sind in der Achterbahn 300 Statoren verbaut (beim Blue Fire sind es 96).
Das von Mack Rides „Ejection Drifter“ genannte Element ist ebenfalls erstmals bei einer Achterbahn zu finden. Dabei legen sich die Wagen auf die Seite (90°) und gleichzeitig werden sie zur anderen Seite gezogen (aus Sicht der Fahrgäste nach unten), so dass eine Art seitliche Airtime entsteht.
Die Drehscheibe in der Mitte der Strecke besitzt auch einen weiteren Anschluss, der mit zwei Abstellgleisen verbunden ist, die zu einer Wartungshalle führen. Hier können die Wagen zu Wartungszwecken abgestellt werden, oder falls nicht alle sieben Wagen gleichzeitig in Betrieb sind (an Tagen mit geringerem Besucheraufkommen).
Voltron Nevera stellte zum Zeitpunkt der Eröffnung die folgenden Rekorde auf:
- Längste Achterbahn mit Inversionen in Europa (weltweit Platz 6).
- Längster Launched Coaster in Europa.
- Die meisten Inversionen bei einem Launched Coaster weltweit (gleichauf mit drei weiteren).
- Steilster Launch weltweit (105°).
- Die meisten LSM-Beschleunigungsabschnitte (drei) in Europa (gleichauf mit einer weiteren).
- Die meisten Beschleunigungen (vier) in Deutschland.

(Erläuterung: Es gibt drei Beschleunigungsabschnitte, aber vier Beschleunigungen, da einer der Launches zweimal durchfahren wird.)
Im Eröffnungsjahr gewann Voltron Nevera den Golden Ticket Award der Fachzeitschrift Amusement Today in der Kategorie „beste neue Achterbahn der Welt“ (diese Preise gelten als die „Oscars“ der Freizeitpark-Branche).